# آستون مارتین دی‌بی۴ جی‌تی زاگاتو
آستون مارتین دی‌بی۴ جی‌تی زاگاتو (Aston Martin DB4 GT Zagato) خودرویی است که در سال‌های ۱۹۶۰–۱۹۶۳ تولید شده است.
این خودرو در کلاس خودرو GT قرار گرفته، طول آن در حالت طبیعی ۴٬۲۶۷ میلیمتر (۱۶۸٫۰ اینچ)، عرض آن در حالت طبیعی ۱٬۵۵۷ میلیمتر (۶۱٫۳ اینچ) و ارتفاع آن در حالت طبیعی ۱٬۲۷۰ میلیمتر (۵۰٫۰ اینچ) و وزن آن در حالت طبیعی ۱٬۲۲۵ کیلوگرم (۲٬۷۰۱ پوند) است.
موتور آن ۳۶۷۰ سی‌سی سیستم جعبه‌دندهٔ آن ۴ دنده به صورت دستی است.

## نگارخانه

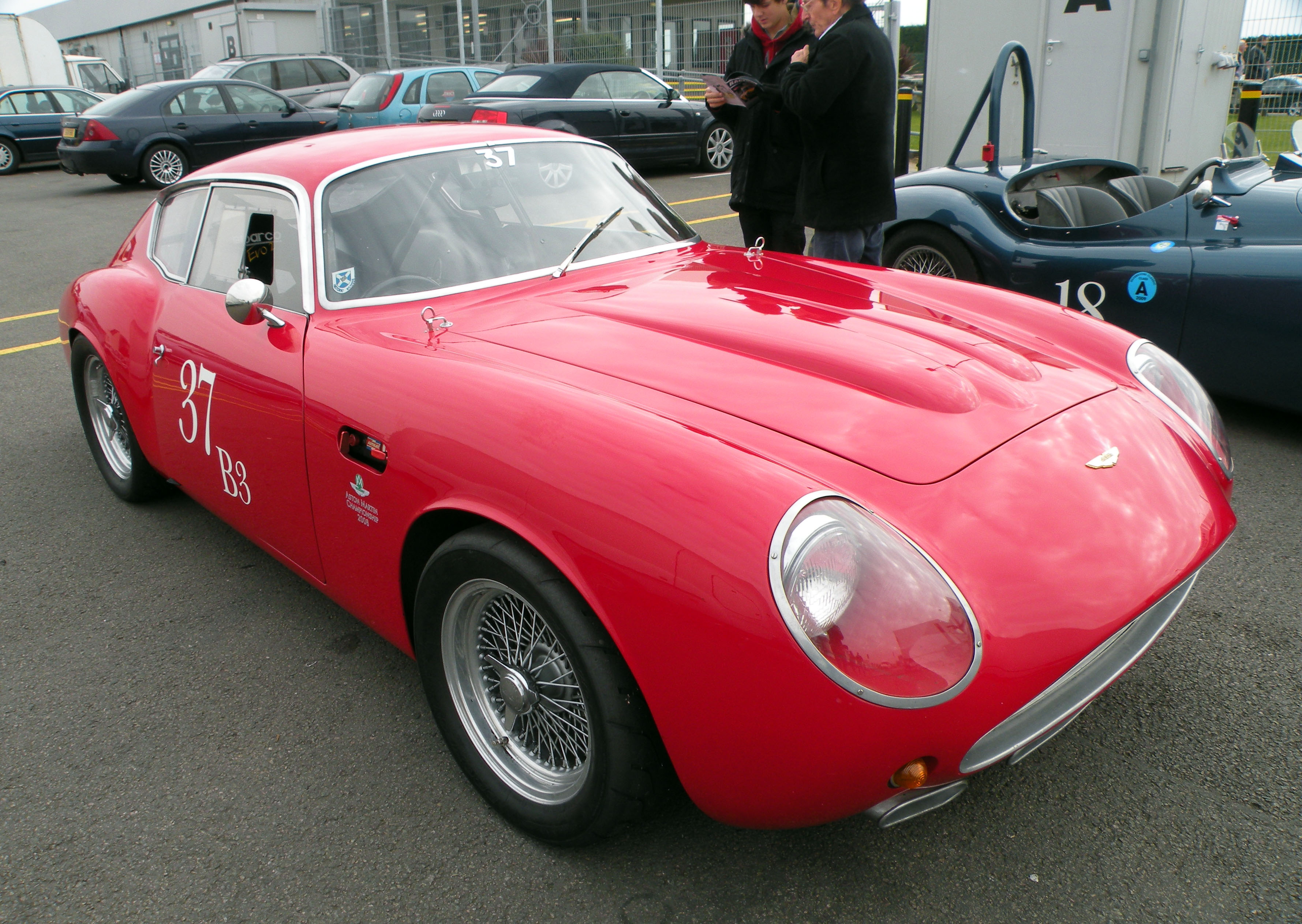